# أمسكني لو استطعت (فلم)
كاتش مي إف يو كان (بالإنجليزية: Catch me if you can)؛ و(بالعربية: أمسكني لو استطعت)، هو فيلم جريمة وسيرة ذاتية أمريكيّ أُصدر سنة 2002، من إخراج ستيفن سبيلبرغ وبطولة ليوناردو دي كابريو وتوم هانكس وكريستوفر واكن. الفيلم مبنيّ على قصةٍ حقيقيةٍ، وهي قصّةُ فرانك أباغنيل الذي زوّر شيكاتٍ ومِهَن وشهادات عَمِلَ بها قبل بلوغه سن التاسعة عشر، مما دفع مكتب التحقيقات الفيدرالي لملاحقته برئاسة كارل هانرتي. تَلقّى الفيلم إشادة إيجابيّة من النُقّاد ورُشِحَ لجائزتي أوسكار واثنين وعشرين ترشيحًا، نال منهم ثلاثة عشر جائزة.
بدأ تطوير الفيلم في عام 1980، لكنه استمر حتى عام 1997، عندما اشترت شركة سبيلبرغ دريم ووركس حقوق الفيلم لكتاب أباغنال لعام 1980، والذي يحمل نفس الاسم. تم وضع كل من ديفيد فينشر، وغور فيربينسكي، ولاسي هالستروم، وميلوش فورمان، وكاميرون كرو لإخراج الفيلم قبل أن يقرر سبيلبرغ إخراج الفيلم بنفسه. تم التصوير من فبراير إلى مايو 2002.

## القصة
في عام 1963، يعيش الفتى فرانك أباغنيل في نيو روشيل، نيويورك، مع والده فرانك أباغنيل الأب وأمه الفرنسية باولا. عندما يواجه فرانك الأب مشاكل ضريبية مع مصلحة الضرائب، تضطر عائلته إلى الانتقال من منزلهم الكبير إلى شقة صغيرة، في هذه الأثناء، تضيق أحوالهم المادية، فيتعين على فرانك الانتقال إلى مدرسة حكومية، يواجه مشكلة هناك في يومه الأول بعدما تظاهر للطلاب بأنه مدرس فرنسي. يكتشف فرانك أن والدته على علاقة مع جاك بارنز، صديق والده، يهرب فرانك عندما ينفصل والديه. يصبح فرانك في حاجة ماسة إلى المال، فيلجأ لحيل الائتمان ويصبح أكثر جرأة. ينتحل شخصية طيار ويزور شيكات كشوف رواتب شركة بان ام، وسرعان ما يصبح ذكيًا ومحتالًا، يكسب ملايين الدولارات من عمليات تزويره.
يبدأ عميل مكتب التحقيقات الفدرالي كارل هانراتي في تعقب فرانك، يعثر كارل على فرانك في فندق، لكن يحتال فرانك على كارل موهمًا إياه بأنه عميل في الخدمة السرية ويلاحق المحتال المطلوب أيضًا، ويهرب قبل أن يدرك كارل أنه تم خداعه.
يبدأ فرانك في انتحال شخصية طبيب ومحامي. بصفته الدكتور فرانك كونرز، ويقع في حب بريندا، وهي عاملة ساذجة في المستشفى، يطلب يدها من والدها المحامي للزواج منها، كما يساعده والدها في الترتيب لإجراء امتحان نقابة المحامين في ولاية لويزيانا، والذي يجتازه فرانك. يتتبع كارل فرانك في حفل خطوبته مع بريندا، لكن يهرب فرانك عبر نافذة غرفة النوم قبل دقائق من وصول كارل هناك، يطلب فرانك من بريندا قبل مغادرته أن تقابله في مطار ميامي بعد يومين، في المطار، يرى فرانك بريندا، لكنه يلاحظ العملاء في ثياب مدنية في كل مكان ويدرك أن بريندا خانته. يعيد فرانك بعد ذلك هويته كطيار في شركة بان ام وينظم حملة توظيف زائفة لمضيفات طيران من كلية محلية. يقوم بتوظيف ثماني نساء جميلات كمضيفات طيران، ويخفي نفسه عن كارل والآخرين عبر المضيفات ويهرب على متن رحلة إلى مدريد، إسبانيا.
يتتبع كارل في النهاية فرانك في قرية في مونتريتشارد، فرنسا، مسقط رأس والدته، ويتم القبض عليه هناك. يُنقَل إلى سجن فرنسي، لكنه يصاب بمرض شديد بعد عامين بسبب سوء الأحوال والمعاملة. يتم ترحيله إلى أمريكا، وفي الطائرة، يخبره كارل بأن والده قد مات. يفزع فرانك ويحزن، ثم يذهب إلى حمام الطائرة ويهرب منها عند الهبوط، يذهب بعد ذلك إلى منزل والدته وزوج والدته، يصل هناك مع وصول الشرطة، يستسلم فرانك بعد أن رأى والدته تمضي في حياتها غير مهتمة له ولديها ابنة صغيرة. حُكِم على فرانك بالسجن 12 عاما في سجن شديد الحراسة.
يزوره كارل من حين لآخر. خلال إحدى الزيارات، يظهر كارل لفرانك شيكًا من قضية يعمل عليها، يحدد فرانك على الفور أن صراف البنك متورط في التزوير. يقنع كارل فرانك بقضاء ما تبقى من عقوبته في وحدة الاحتيال في FBI. يوافق فرانك، لكنه يجد العمل مملًا ومقيّدًا ويفتقد حياته السابقة.
في إحدى الأيام، يذهب فرانك للطيران؛ إذ قام بتزوير وظيفته كطيار مرة أخرى، يتم اعتراضه من قبل كارل، والذي يريد عودة فرانك إلى مكتب التحقيقات الفيدرالي يوم الاثنين ويؤكد لفرانك أن لا أحد يطارده. يوم الاثنين، يشعر كارل بالتوتر عندما لم يصل فرانك إلى المكتب بعد، ومع ذلك، يظهر فرانك في النهاية، ويناقشون قضيتهم التالية.
يكشف مشهد النهاية أن فرانك حقيقي متزوج منذ 26 عامًا وله ثلاثة أبناء ويعيش في الغرب الأوسط ويحافظ على صداقته مع كارل حتى اليوم. يكسب الآن ملايين الدولارات كخبير في الأمن المصرفي، وقد صمم شيكات مصرفية آمنة وساعد في القبض على العديد من المزورين.

## طاقم العمل
- ليوناردو دي كابريو بدور فرانك أباغنيل، وهو الشخصية الرئيسية في الفيلم الذي يقوم بأعمال التزوير وينجح في سرقة ملايين الدولارات.
- توم هانكس بدور كارل هنراتي، وهو عميل اف بي آي الذي يُطارد فرانك طيلة أحداث الفيلم.
- كريستوفر واكن بدور فرانك أباغنيل الأب، وهو والد فرانك الذي ينفَصلُ عن زوجته بسبب خيانتها له، ويَموتُ بسبب كسرٍ في رقبته.
- ناتالي باي بدور بولا أباغنيل، وهي زوجة فرانك الأب، تُقابِل فرانك في مسقط رأسها في منطقة مونتريتشارد الفرنسية خلال الحرب العالمية الثانية وبعد خمسةِ أسابيع يتزوجان ثُم يتطلقان بعد 16 عاماً.
- إيمي آدمز بدور بريندا سترونغ، وهي المُمرضة التي يُحاول فرانك الابن الزواج منها والاستقرار في حياته.
- مارتن شين بدور روجار سترونغ، وهو والد بريندا.
- نانسي لينهان بدور كارول سترونج، والدة بريندا.
- جيمس برولين بدور جاك بارنز.
- توماس كوباتش بدور مدير المدرسة الحكومية، يمسك فرانك بالفيلم وهو منتحل شخصية المدرس البديل.
- كانديس أزارا بدور دارسي.

يؤدي برايان هاو، وفرانك جون هيوز، وكريس إليس دور العملاء في مكتب التحقيقات الفيدرالي. يمثّل جون فين أيضًا دور مارش، مساعد مدير مكتب التحقيقات الفيدرالي. تظهر جينيفر غارنر كضيفة شرف في مشهد الفندق. تلعب إلين بومبيو وإليزابيث بانكس وكايتلين دوبلدي أدوارًا صغيرة. يظهر فرانك أباغنيل الحقيقي كدور ضابط شرطة فرنسي يعتقل ليوناردو دي كابريو (شخصيته).

## الإنتاج

### التطوير
قام فرانك أباغنيل ببيع حقوق إنتاج فيلم يحكي سيرته الذاتيّة في 1980. ثم اشترى المنتج التنفيذي مايكل شين حقوق الفيلم في 1990 لصالح باراماونت بيكتشرز. وبحلول ديسمبر 1997 قام باري كيمب بشراء حقوق الفيلم من مايكل ليصبح المشروع لصالح دريم ووركس ومن كتابة جيف ناثانسيون. وفي يوليو عام 2000، دخل ديكابريو بمحادثات حول أداء الفيلم ويكون أحد أبطال الفيلم. ثُمّ وقّع ستيفن سبيلبرغ ليكون مُخرج الفيلم.

### التصوير
كان من المفترض أن يبدأ التصوير في يناير 2002. ولكن أُجّلَ حتى 7 فبراير. وقد صُوّرَ في عدّة أماكن مختلفة داخل الولايات المتحدة وخارجها، فقد صُوّرت مشاهد مثلاً في بربانك وداوني ونيويورك وكيبك ومونتريال ولوس أنجلوس ومطار ميامي الدولي ومطار أونتاريو الدولي، وقد وصل عددها إلى 147 مكاناً مختلفاً صُورت خلال 52 يوماً. وقد علّق ليوناردو على هذا قائلاً «المشاهد التي ظننا أنها ستأخذُ ثلاثةَ أيّام أخذت فترة ما بعد الظهر وحسب!». انتهى التصوير أخيراً في 12 مايو في مونتريال.

### الموسيقى التصويرية
صدر قُرص الموسيقى التصويرية للفيلم في 10 ديسمبر 2002 وهو من تأليف جون ويليامز. وقد ترشّح لنيل جائزة الأوسكار لأفضل موسيقى تصويرية وجائزة غرامي.

## الإصدار
حرصت شركة دريم ووركس بتسويق الفيلم على أنه «مستوحى من قصة حقيقية» لتجنب الجدل الذي حصل لفيلمي عقل جميل (2001) والإعصار (1999). أُقيم العرض الأول للفيلم في وست وود، لوس أنجلوس، كاليفورنيا، بتاريخ 18 ديسمبر 2002.
قامت شركة غيم شو نتوورك ببث حلقة من برنامج الألعاب التلفزيوني To Tell the Truth الصادر عام 1977؛ حيث ظهر فيها فرانك أباغنيل، تم عرض المقاطع في 29 ديسمبر 2002، و1 يناير 2003، كترويج للفيلم.

### الإصدار المنزلي
تم إصدار كاتش مي اف يو كان على دي في دي وفي إتش إس في 6 مايو 2003. تضمن الإصدار ميزات خاصة بما في ذلك لقطات لم يسبق لها مثيل للمخرج ستيفن سبيلبرغ بالإضافة إلى عدة مقابلات. تم إصدار نسخة بلو راي في 4 ديسمبر 2012.

## المواضيع
يتعامل فيلم أمسكني لو استطعت مع مواضيع المنازل المفككة والطفولة المضطربة. انفصل والدا سبيلبرغ عندما كان مراهقًا، على غرار حالة فرانك أباغنيل، في الفيلم أيضًا، كارل هانراتي مطلق من زوجته التي تعيش مع ابنتهما في شيكاغو. قال سبيلبرغ:

بعض أفلامي كان لها علاقة بمنازل مفككة وأشخاص هاربين من ماضيهم الحزين.

من الناحية الأخرى، أراد سبيلبرغ أيضًا إنشاء فيلم يتعاطف مع المحتال. كما شرح:

كان فرانك عبقريًا من القرن الحادي والعشرين والذي احتال في براءة فترة الستينيات، عندما عاش الناس على البساطة وكانوا يثقون ببعضهم البعض أكثر من الآن. لا أعتقد أن هذا هو نوع الفيلم حيث يستطيع أن يقول فيه شخص ما «لدي خطة لحياتي المهنية»

## الاستقبال

### شباك التذاكر
تم إصدار الفيلم في 25 ديسمبر 2002، حيث حقق أرباحًا تزيد عن 30 مليون دولار في 3225 مسرح خلال عطلة نهاية الأسبوع الافتتاحي. حقق الفيلم إجمالي 164.6 مليون دولار في أمريكا الشمالية و187.5 مليون دولار في الدول الأجنبية، بإجمالي 352.1 مليون دولار في جميع أنحاء العالم. حقق الفيلم نجاحًا ماليًا، حيث استعاد الميزانية البالغة 52 مليون دولار ستة أضعاف. يُعتبَر فيلم كاتش مي إف يو كان هو الفيلم الحادي عشر في قائمة أعلى الأفلام ربحًا لعام 2002، وكان فيلم تقرير الأقلية (الذي أخرجه سبيلبرغ أيضًا) عاشر أعلى فيلم.

### الاستجابة النقدية
على روتن توميتوز، حصل الفيلم على تصنيف معتمد بنسبة 96%، بناءً على 202 مراجعة، بمتوسط تقييم بلغ 7.91 / 10. يقول الإجماع النقدي للموقع: «بمساعدة الأداء القوي لليوناردو دي كابريو بأدائه دور المخادع فرانك أباغنيل، صنع ستيفن سبيلبرغ فيلمًا أنيقًا وممتعًا بشكل مدهش.» حصل الفيلم على ميتاكريتيك درجة 75 من 100، بناءً على 39 ناقدًا، مما يشير إلى «المراجعات الإيجابية بشكل عام».
أشاد روجر إيبرت بأداء دي كابريو بشدة، وخلص إلى أن «هذا ليس فيلمًا رئيسيًا من أفلام سبيلبرغ، على الرغم من أنه يمكن مشاهدته دون عناء». قال ميك لاسال إنه «ليس أفضل فيلم لسبيلبيرغ، ولكنه أحد أكثر أفلامه سلاسة وربما الأكثر ودية. يشير التصوير السينمائي الملون والعروض الذكية والإيقاع السريع إلى أن صانع أفلام يُخضع كل مشهد لتصنيع المتعة.» يعتقد ستيفن هنتر أن دي كابريو يُظهر «السهولة والذكاء اللذين لم يستخدمهما مارتن سكورسيزي بشكل كافٍ في عصابات نيويورك.»
لاحظ جيمس بيراردينيلي، «الفيلم لم يأخذ نفسه أو موضوعاته على محمل الجد، واحتوي على مواد مضحكة حقًا.» وأشاد بيراردينيلي بالموسيقى التصويرية الخاصة بالفيلم وهي من إنتاج جون ويليامز؛ إذ شعر بأنها «أكثر حميمية وجاذبية من مادته المعتادة، مستحضرة (عن قصد) من موسيقى هنري مانشيني.» لقد اعتبر أن الفيلم «تعثر لأكثر من 140 دقيقة. الفيلم من النوع الذي ينطلق مثل سرعة الأرنب وينتهي مثل سلحفاة متعرجة.»

### الجوائز
في حفل توزيع جوائز الأوسكار الخامس والسبعين، تم ترشيح كريستوفر واكن لجائزة أفضل ممثل مساعد وجون ويليامز لأفضل موسيقى تصويرية. فاز واكن بأفضل ممثل مساعد في الدورة 56 لجوائز الأكاديمية البريطانية للأفلام، بينما تلقى ويليامز ومصممة الأزياء ماري زوفريس وكاتب السيناريو جيف ناثانسون ترشيحات. تم ترشيح دي كابريو لجائزة غولدن غلوب لأفضل ممثل - فيلم دراما. حصل ويليامز أيضًا على ترشيح لجائزة غرامي. تم محاكاة عناصر من الفيلم في حلقة من مسلسل عائلة سمبسون "Catch 'Em If You Can".